# Опольські князі

Герб Опольського князівства

Опольські князі — володарі і правителі Опольського князівства, що виникло у 1170-х роках, внаслідок поділу самостійного Сілезького князівства. Столицею князівства було місто Ополе.
Після поділу Сілезії в 1171 році уділ Ополе належав до володінь князя Болеслава I. Опольське князівство постало 1173 року, коли під час розділення Сілезького князівства, було створено три: Вратиславське, Ратиборське і Опольське. В Опольському князівстві почав правити син Болеслава І Ярослав І Опольський. 
Між 1202–1281 та 1521–1532 роками Ополе було об’єднано з Ратібором в спільне Опольсько-Ратиборське князівство. З XIII століття династичний зв’язок між Сілезією та Польщею остаточно припиняється, й до того і так самостійні Сілезькі князівства отримують повну політичну незалежність.
Після поділу 1281 року Опольське князівство стає самостійною феодальною державною. До 1532 року ним керувала Опольська гілка Сілезьких П'ястів, яка вимерла, по чоловічій лінії, 1532 року разом з князем Іваном II Опольсько-Ратиборським. Як Спадкове (імедіатне) князівство Богемської корони воно кілька разів передавалося в заставу різним династіям. 

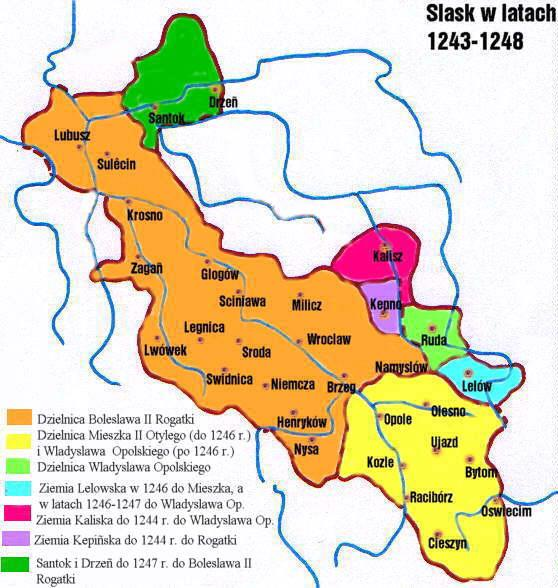
Мапа Опольсько-Ратиборицького князівства

Князівство зникло 1742 року в наслідок Першої Сілезької війни, коли його територія відійшла до Пруссії.

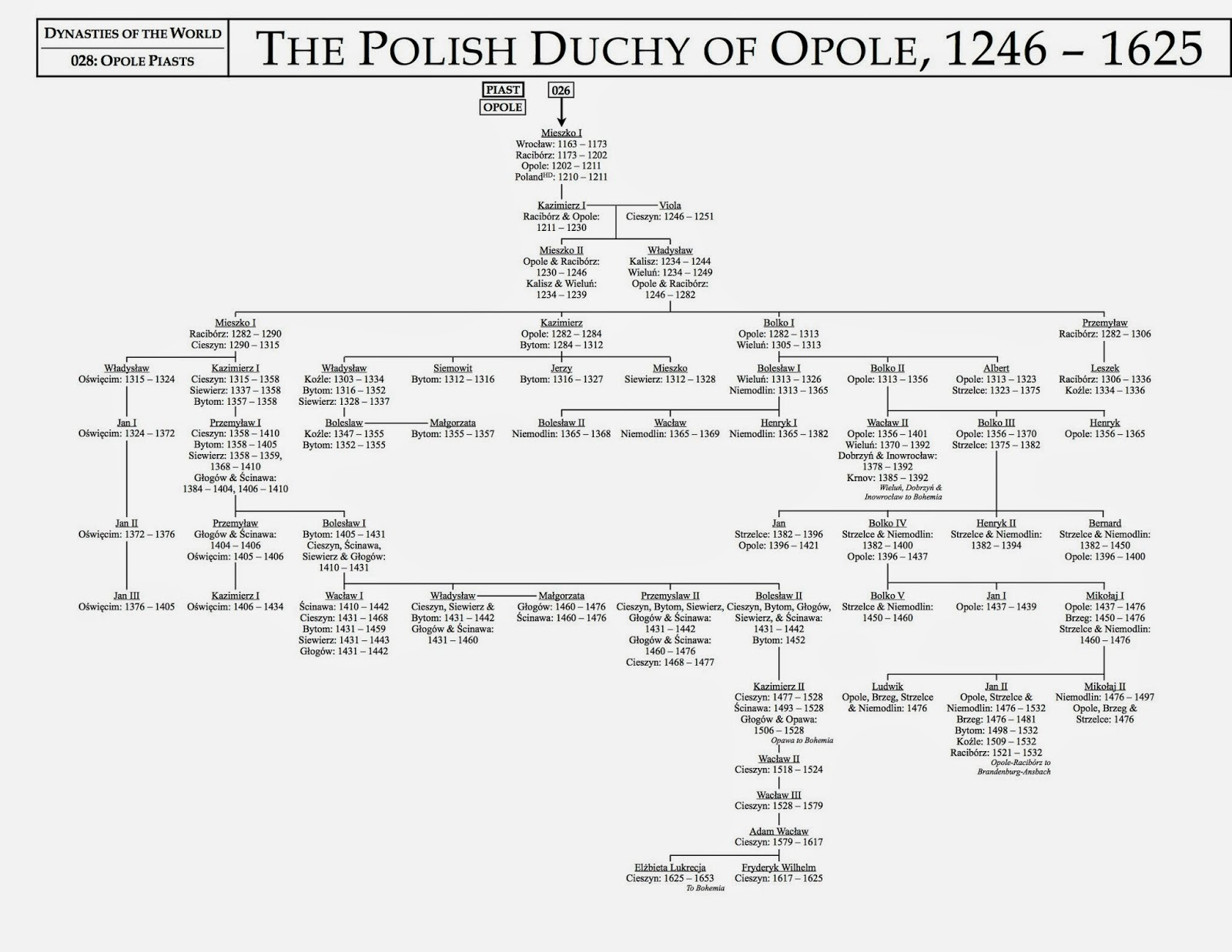
Династія Опольських П'ястів

## Список князів
Опольські П'ясти (1173–1532)

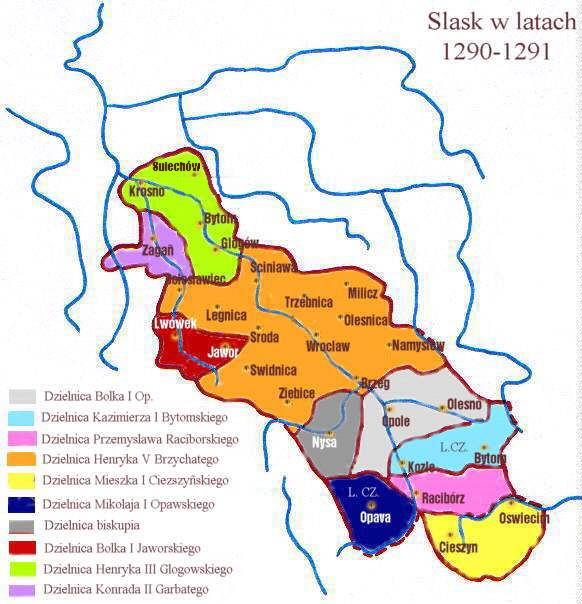
Мапа Опольського князівства

- Болеслав I Високий, князь Сілезії (1163-1172), князь Вроцлавський (1173-1201)
- Ярослав І Опольський, князь Опольський (1173-1201), єпископ Вроцлавський
- Болеслав I Високий, князь Опольський (1201), князь Вроцлавський (1201)
- Генрик І Бородатий, князь Опольський (1201-1202), князь Сілезії і Вроцлавський (1201-1238)
- Мешко IV Кривоногий, князь Опольсько-Ратиборський (1202-1211)
- Казимир I Опольський, князь Опольсько-Ратиборський (1211-1230)
- Мешко II Опольский, князь Опольсько-Ратиборський (1230-1246), князь Калишський (1234-1239)
- Володислав I Опольский, князь Опольсько-Ратиборський (1246-1281), князь Калиський (1234-1244) і Велюнський (1234-1249)
- Болько I Опольський, князь Опольський (1281-1313)
- Казимир Битомський, співправитель-князь Опольський (1281-1284), князь Битомсько-Козельський (1284-1312)
- Болько II Опольський, князь Опольський (1313—1356).
- Альберт Стрелецький, співправитель-князь Опольський (1313-1323), князь Стрелецький (1323-1370)
- Володислав II Опольський, князь Опольський (1356-1401), король-регент Руси (1372—1378) і Польщі (1378)
- Болько III Опольський, співправитель-князь Опольський (1356-1370), князь Стрелецький (1370—1382)
- Генрик Опольський, співправитель-князь Опольський (1356-1365)
- Болько IV Опольський, князь Опольський (1396-1437), князь Стрелецький і Немодлинський (1382-1400)
- Іван Кропидло, співправитель-князь Опольський (1396-1421), князь Стрелецький (1382-1396), епископ Познанський і Ґнездінський
- Бернард Опольський, співправитель-князь Опольський князь (1396-1400), князь Стрелецький і Немодлинський (1382-1400)
- Микола I Опольський, князь Опольський (1437-1476), князь Бреґський (1450-1476), Немодлинський (1460-1476)
- Іван І Опольський, співправитель-князь Опольський князь (1437-1439)
- Людвік Опольський, співправитель-князь Опольський князь (1466-1476), князь Стрелецький, Бреґський, Немодлинський
- Микола II Опольський, співправитель-князь Опольський князь (1476), князь Немодлинський (1476-1497)
- Іван II Добрий, князь Опольський (1476-1521), князь Опольсько-Ратиборський (1521-1532), князь Стрелецький, Бреґський, Немодлинський, Битомсько-Козельський.

1532-1549 володіння правителів Бранденбургу

Гогенцоллерни (1532–1549)

- Георг, маркграф Бранденбург-Ансбаху, князь Опольский (1532-1543)
- Георг Фридріх, маркграф Бранденбург-Ансбаху, князь Опольский (1543-1549)

Різні династії (1549–1666)

- Фердинанд I Габсбург, король Богемії, князь Опольський (1549-1551)
- Ізабелла Ягеллонка, княгиня-регент Опольська (1551-1556)
- Іван Жигмунд Заполья, князь Опольський (1551-1556)
- Георг Фридріх, маркграф Бранденбург-Ансбаху, князь Опольский (1556-1558)
- Фердинанд I Габсбург, король Богемії, князь Опольський (1558-1564)
- Максиміліан II Габсбург, король Богемії, князь Опольський (1564-1576)
- Рудольф II Габсбург, король Богемії, князь Опольський (1576-1597)
- Сигізмунд Баторій, князь Опольський (1597-1598)
- Рудольф II Габсбург, король Богемії, князь Опольський (1598-1611)
- Матвій Габсбург, король Богемії, князь Опольський (1611-1619)
- Фердинанд II Габсбург, король Богемії, князь Опольський (1619-1622)
- Гаврило Бетлен, князь Трансильванії, князь Опольський (1622-1625)
- Фердинанд II Габсбург, король Богемії, князь Опольський (1625-1637)
- Фердинанд III Габсбург, король Богемії, князь Опольський (1637-1645)
- Володислав IV Ваза, король Речі Посполитої, Великий князь Литовський і Руський, князь Опольський (1645-1648)
- Карло Фердинанд Ваза, князь Опольсько-Ратиборський (1648-1655), князь-єпископ Вроцлавський, князь Ниський
- Іван Казимир II Ваза, король Речі Посполитої, Великий князь Литовський і Руський, князь Опольський (1655-1666).

Габсбурги (1666–1742)

- Леопольд I Габсбург, король Богемії, князь Опольський (1666-1705)
- Йосип I Габсбург, король Богемії, князь Опольський (1705-1711)
- Карл VI Габсбург, король Богемії, князь Опольський (1711-1740)
- Марія-Терезія, королева Богемії, княгиня Опольська (1740-1742).

Опольське князівство перестало існувати під час Першої Сілезької війни, коли його окупувала Пруссія.